# Alamanikon
L'Alamanikon (in greco Ἀλαμανικόν?), o "tassa tedesca", fu una tassa riscossa dall'imperatore bizantino Alessio III Angelo nel 1197 per pagare all'imperatore occidentale Enrico VI di Svevia un tributo di 1600 libbre d'oro.
Enrico aveva inizialmente richiesto 5000 libbre ad Alessio dopo che questo aveva usurpato il trono del fratello Isacco II nel 1195. Enrico, dopo la sua conquista del regno di Sicilia, aveva preso in custodia la figlia di Isacco, Irene Angela, vedova di Ruggero III di Sicilia. Essa venne sposata al fratello minore di Enrico, Filippo, duca di Svevia, ed Enrico si proclamò difensore dei diritti, acquisiti con il matrimonio, di suo fratello sul trono di Bisanzio. Minacciò di invadere l'impero di Alessio a meno che non ricevesse un tributo.
Per ottenere il supporto per tassare Costantinopoli, Alessio convocò una riunione a cui parteciparono il senato bizantino, il clero (per lo più attinto dalla classe burocratica) e i membri delle corporazioni commerciali (la classe professionale). Propose una tassa sulle proprietà delle classi ivi riunite, ma la respinsero in quanto contraria alla tradizione. L'assemblea divenne tumultuosa, e questa accusò Alessio di sprecare denaro pubblico e insediare persone incompetenti, oltre che uomini che erano stati accecati, come governatori delle province. Dopo aver abbandonato l'dea della tassazione, Alessio cercò di raccogliere gli oggetti d'oro e d'argento delle chiese che non venivano usati nei servizi liturgici. Il clero continuò a far resistenza, un evento che rimase unico nel regno di Alessio. L'imperatore alla fine abbandonò il progetto di tassare a capitale e prese l'oro e l'argento dalle tombe dei suoi predecessori. Solo quello di Costantino il Grande fu risparmiato.
L'Alamanikon fu raccolto nelle province, mentre la capitale ne venne esentata. La somma totale raccolta fu di 7000 libbre di argento e un po' di oro, ma, grazie alla morte di Enrico VI il 28 settembre 1197, l'omaggio non fu mai inviato. Sebbene i cronisti successivi, come Niceta Coniata, affermarono che la crociata di Enrico era in realtà destinata a soggiogare Bisanzio, non ci sono prove contemporanee a sostegno di tale affermazione.